# Grupo de Amigos Personales
El Grupo de Amigos Personales (GAP), también llamado Grupo de Amigos del Presidente, Grupo de Apoyo al Presidente o Guardia Armada Presidencial, fue el nombre informal de la guardia personal formada por el Partido Socialista de Chile mantenida desde 1970 hasta 1973 para la protección del presidente Salvador Allende. 
El nombre alude a una expresión del propio Allende.

## Historia

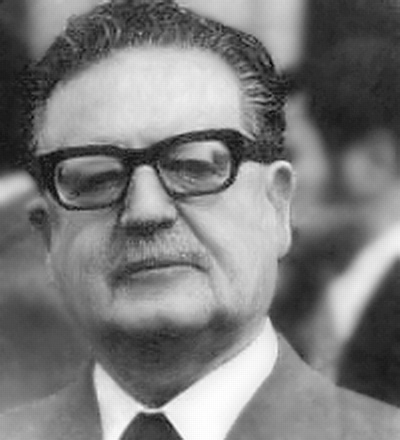
El GAP se formó inicialmente para proteger a Salvador Allende durante la eleccíon presidencial de 1970.

### Formación
El GAP se formó durante la campaña presidencial de 1970 de Salvador Allende por Fernando Gómez, miembro del grupo guerrillero boliviano de formación cubana ELN, a instancias de la hija de Allende, Beatriz Allende. En el momento de las elecciones, el GAP se había expandido con la incorporación de más excombatientes del ELN que se ofrecieron como voluntarios para proporcionar seguridad a Allende y, más tarde, miembros del Movimiento de Izquierda Revolucionaria (MIR). Cuba proporcionó asesores técnicos para ayudar al GAP, incluidos, entre ellos, Antonio de la Guardia y Patricio de la Guardia.

### Protección presidencial

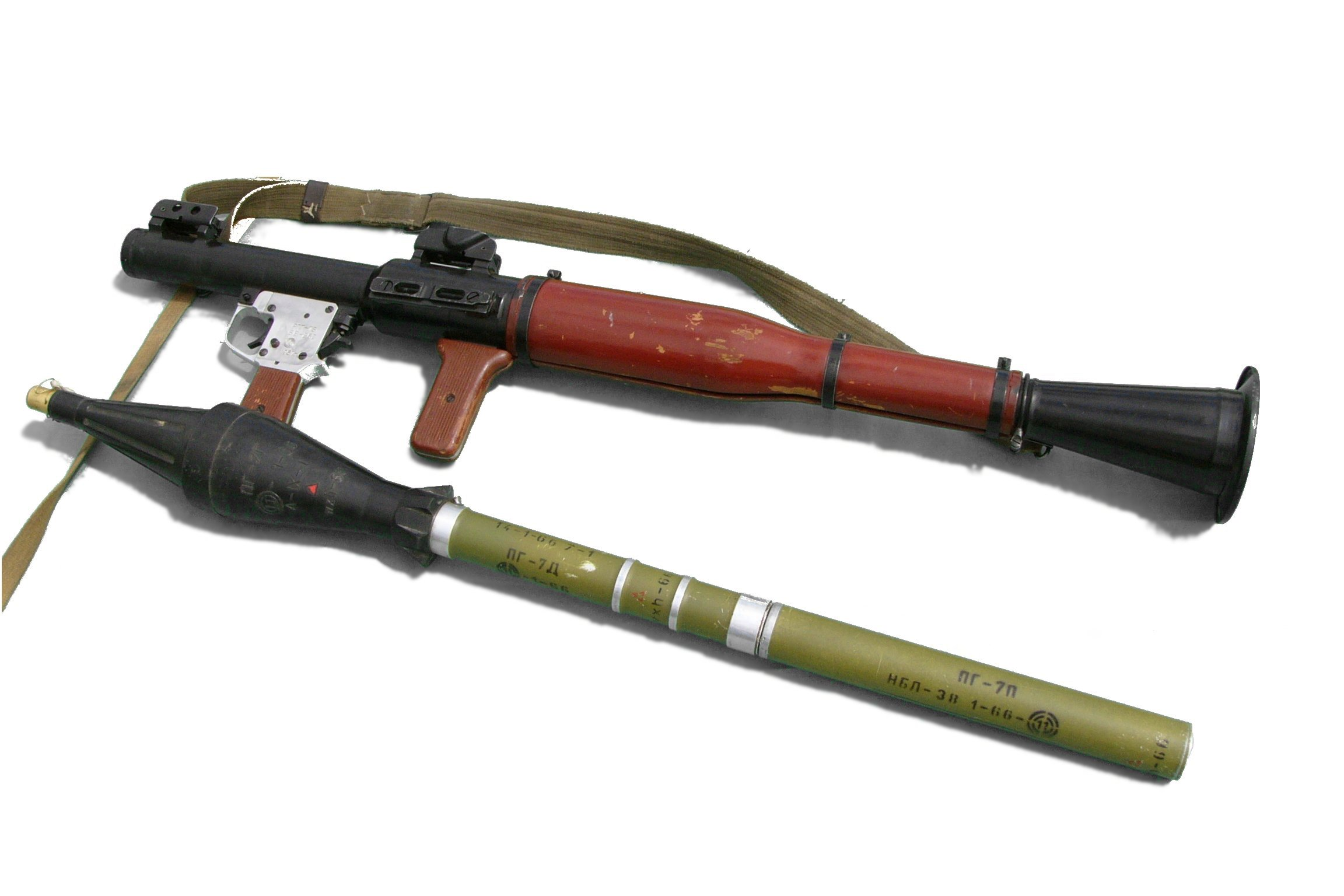
El GAP estaba equipado con armas antitanque RPG-7 donadas por los cubanos.

En una de las primeras apariciones públicas de Allende después de su toma de posesión, un periodista chileno preguntó al presidente por los hombres armados que lo acompañaban, a lo que Allende respondió: «Un grupo de amigos personales», dándole al grupo el apodo por el que se conocería a partir de entonces, aunque también se lo ha bautizado como «Grupo de Apoyo al Presidente» y «Guardia Armada Presidencial». Durante la visita de Fidel Castro a Chile en 1971, los oficiales de protección cubanos trajeron consigo un arsenal inusualmente grande que incluía RPG-7 y AK-47, dejando en Chile casi toda la cantidad para el GAP, previamente equipado con pistolas.
Allende llegó a confiar en el GAP como su principal fuerza de protección, a pesar de que la organización no tenía un estatus legal formal. El GAP aprovechó su estado híbrido para llevar a cabo el reconocimiento y la recopilación de inteligencia en Chile, con el pretexto de la protección presidencial, pero con la información realmente recopilada en beneficio de las operaciones paramilitares del MIR contra la oposición política. Sin embargo, una operación de 1972 en Curimón, en la que personal de GAP en estado de ebriedad fracasó en su misión de localizar el paradero de Arturo Marshall, hizo que la inteligencia militar chilena fuera consciente del uso de GAP de esta manera. Esto condujo a la separación del MIR del GAP, que se puso bajo el control formal del gobernante Partido Socialista, lo que condujo a la renuncia o destitución de muchos de los miembros del MIR del GAP.

### Defensa de La Moneda

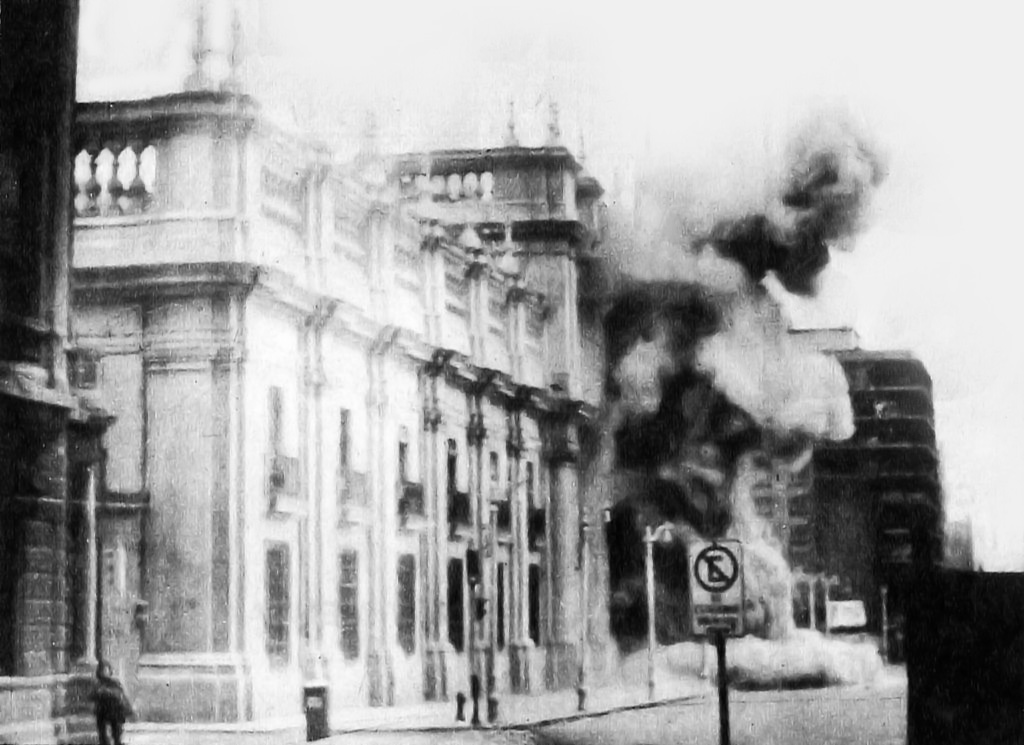
Para cuando comenzó el ataque principal al Palacio de La Moneda durante el golpe de Estado de 1973, el personal del GAP se encontraba entre los únicos defensores restantes del edificio.

Al comienzo del golpe de Estado en Chile de 1973, el palacio presidencial de La Moneda fue defendido por miembros del GAP, 20 detectives de la Policía de Investigaciones de Chile (PDI) y 300 carabineros. Cuando la noticia del levantamiento militar llegó a Santiago, el líder Bruno el Blanco dirigió una docena de refuerzos armados del GAP a la residencia presidencial. Sin embargo, al acercarse a los detectives de la PDI estacionados en el palacio para reunir su ayuda, el grupo fue desarmado y arrestado de inmediato. A las 9:00 a. m. del 11 de septiembre, los carabineros se retiraron después de que el general César Mendoza, comandante de los Carabineros de Chile, lanzara el apoyo de la fuerza a la junta militar.
El ataque principal contra el palacio presidencial comenzó poco después de que los carabineros se hubieran retirado. Aproximadamente a la 1:30 p. m. del 11 de septiembre, la infantería del Ejército de Chile ingresó en el edificio; luego de un intercambio de disparos, el personal del GAP se rindió y Allende se suicidó con su arma disparándola en su cabeza.  Casi treinta miembros del personal del GAP murieron durante los combates o fueron ejecutados después de la toma del palacio.

## Organización
El GAP se organizó en tres elementos: escolta, avance y guarnición. El grupo escolta proporcionó una protección cercana a Allende y estaba compuesto por aproximadamente veinte hombres. El grupo escolta operaba sedanes Fiat azules; las caravanas presidenciales generalmente consistirían en tres Fiat del grupo de escolta, uno de los cuales, con el número de placa «1», transportaba a Allende, acompañado de vehículos policiales.
El grupo de avance, dirigido por Francisco Argandoña (alias «Mariano»), tenía la menor cantidad de personal y era responsable de explorar los lugares que Allende visitaría antes de su llegada. El grupo de guarnición estaba dividido en tres secciones de seis hombres, una asignada a cada una de las tres residencias presidenciales y responsable de la seguridad estática en esos lugares en concierto con los guardias de policía.

### Relación con la policía y el ejército
La relación del GAP con la policía y el ejército en general fue tensa. Durante el fallido intento de golpe de Estado del Tanquetazo, en junio de 1973, cuando elementos reforzados del GAP transportaron a Allende a La Moneda, cuando se encontraron con una patrulla de soldados del ejército chileno en el camino. Aunque las tropas eran leales, el personal del GAP los mantuvo a punta de pistola hasta que la caravana del presidente pasó, como medida de precaución. Sin embargo, los partidarios de Unidad Popular dentro de las fuerzas de seguridad tenían una relación más cooperativa con el GAP. El general Carlos Prats solicitó al GAP mantener su seguridad, además de la de Allende, debido a la creciente desconfianza que Prats tenía en sus propios subordinados. Durante el Tanquetazo, después de que Allende instruyó a sus protectores del GAP para que no lo acompañaran al cuartel general de la PDI, el agregado naval de Allende, el capitán Arturo Arata, revocó las órdenes de Allende y tomó el mando personal del grupo escolta del GAP, diciéndoles: «Saquen sus armas y protejan» a Allende.

## Reclutamiento y entrenamiento
El personal del GAP fue reclutado entre los entonces miembros del Partido Socialista de Chile, que fueron recomendados por funcionarios del partido y cumplieron con los requisitos físicos. Miembros seleccionados se sometieron a un curso de capacitación sobre armas y seguridad de quince días en Cuba. Las capacidades del GAP fueron desestimadas por el comandante de la Armada de Chile, José Toribio Merino, quien escribió en sus memorias de una visita que realizó a Allende seis días antes del golpe y recordó que «nos encontramos frente a un fuerte, al estilo de una película de Disney, una fortaleza armada protegida ... un espectáculo risible. Lo que estaban haciendo lo tomaron en serio ... Parecían niños jugando a bandidos».